# Sofer
Sofer (fra hebraisk: "lesaper", at fortælle) er en jøde, der er uddannet til at skrive en Torarulle. 
Der er meget store krav til udformningen af en sådan rulle, hvis den skal være kosher, altså anvendelig i den jødiske gudstjeneste. Der må ikke være én eneste fejl i hele rullen, hvilken kan være lidt af en opgave, når den indeholder alle 5 mosebøger. Derudover skal rullen skrives i hånden med særlig blæk. Der anvendes en fjer til at skrive, og det er ikke papir, men pergament, der skrives på. Pergamentstykkerne sys efterfølgende sammen – alt foretages i hånden.